# Keleti István
Keleti István (Budapest, 1927. január 4. – Budapest, 1994. március 31.) magyar színházi rendező, dramaturg, színigazgató, érdemes művész.

## Életpályája
Pályáját amatőr színészként kezdte, majd a Népművelési Intézet, illetve az Országos Közművelődési Központ munkatársa volt. Egyik alapítója volt a Szkéné Színháznak, valamint 1969-ben a Pinceszínháznak is, melyet 1985-ig vezetett. 1985–1989 között a Budapesti Gyermekszínház valamint az Arany János Színház igazgatója volt, 1990-től az intézmény stúdióvezetője és dramaturgja. Tagja volt a Magyar Tudományos Akadémia Színháztudományi Bizottságának. 1994-ben hunyt el. Nevét viseli a budapesti Keleti István Alapfokú Művészeti Iskola és Művészeti Szakgimnázium.

## Főbb rendezései
- Hans Christian Andersen – Keleti István: Pacsuli palota
- Keleti István: Az ördög három aranyhajszála
- Oscar Wilde: A readingi fegyház balladája
- Oscar Wilde: Aucassin és Nicolette
- Török Sándor: Csilicsala csodái
- Erich Kästner: Emil és a detektívek

## Díjai, elismerései
- Állami Ifjúsági Díj (1987)
- Érdemes művész (1989)